# Laura Carlotto
Laura Estela Carlotto (La Plata, 21 de febrero de 1955-25 de agosto de 1978), hija de Estela Barnes y Guido Carlotto. Laura fue una militante peronista de izquierda, estudiante de historia en la Universidad Nacional de La Plata y miembro de un grupo juvenil peronista local que luego fue reclutado por Montoneros. En 1976, Laura y su esposo Oscar Walmir Montoya vivían en un complejo de departamentos frente a una estación de policía. La pareja creía que vivir tan cerca de una comisaría podía ayudar a reducir cualquier sospecha de actividades subversivas. La residencia de Laura se usaba a menudo para ocultar a miembros de Montoneros. Escribió un libro “Laura, Vida y Militancia ” que profundiza en su vidas y acciones como activista político.
Laura solía hacerse llamar Rita, que era su nombre de guerra.

## Secuestro y muerte
Durante la dictadura cívico militar Argentina, cualquier acción potencialmente subversiva era motivo de arresto bajo sospecha de terrorismo. En agosto de 1977, Guido Carlotto, padre de Laura, fue arrestado y acusado de ayudar a terroristas, pero luego fue liberado. Durante su cautiverio bajo 15 kilos. En noviembre de ese año, Laura y Oscar también fueron detenidos y acusados de terrorismo contra el gobierno. Laura estaba embarazada de dos meses y medio. La pareja fue llevada a la Escuela de Mecánica de la Armada, donde fueron torturados e interrogados. Cuando los agentes se enteraron del embarazo de Laura, los interrogatorios cesaron ya que los agentes tenían órdenes de cuidar a las mujeres embarazadas para garantizar un parto seguro. Óscar fue ejecutado.
El 28 de junio de 1978 Laura dio a luz a un hijo al que llamó Ignacio Montoya Carlotto. Existen controversias sobre el lugar del parto, aunque posiblemente fue en el Hospital Militar Central de Buenos Aires. Posteriormente, el bebé fue entregado a otra familia que desconocía el origen del niño. Después del parto, Laura fue trasladada a otro centro de detención en La Plata donde fue ejecutada dos meses después. Los militares entregaron el cuerpo de Laura a una funeraria con un informe que decía que había muerto el 25 de agosto de 1978, a la 1:20 de la madrugada, en un enfrentamiento con militares. La cara de Laura quedó destrozada y el cuerpo presentaba varias perforaciones de bala.
Sobrevivientes del centro de detención le contaron a Estela, su madre, sobre el embarazo de Laura y que ella tenía la intención de llamarlo como su padre, Guido. A través del grupo Abuelas de Plaza de Mayo, Estela de Carlotto pudo reencontrarse con su nieto en 2014.